# Даньхуатан
Даньхуатан — китайский суп с яичными хлопьями на курином бульоне. Китайский суп обычно более жидкий, чем другие разновидности этого блюда.
Представляет собой суп с яичными хлопьями, который готовят, выливая в кипящий бульон взбитое яйцо тонкой струйкой, в результате чего яичный белок сворачивается в тонкие хлопья, плавающие в бульоне. Китайское название буквально означает «суп с яичными цветами» — хлопья яйца сравниваются там с цветками растений.
В даньхуатан часто добавляют чёрный или белый перец, а также тофу и зелёный лук. В различных регионах имеются разновидности с проростками бобов и кукурузой. Употребляют его обычно на завтрак, и не сам по себе, а с другими блюдами, например, с баоцзы, ютяо или оладьями с коричневым сахаром (кит. трад. 糖油餅, упр. 糖油饼).
Популярен в американской китайской кухне.